# Борнум
Борнум (нем. Bornum) — община в Германии, районный центр, расположен в земле Саксония-Анхальт. 
Входит в состав района Анхальт-Цербст. Подчиняется управлению Эльбе-Эле-Нуте. Население составляет 546 человек (на 31 декабря 2006 года). Занимает площадь 20,37 км².

## Персоналии
- Боррис, Карл (1916—1981) — военный лётчик-ас люфтваффе, испытатель, кавалер Рыцарского креста Железного креста.